# Vershire
Vershire – miasto w Stanach Zjednoczonych, w stanie Vermont, w hrabstwie Orange.